# Sarah Moore

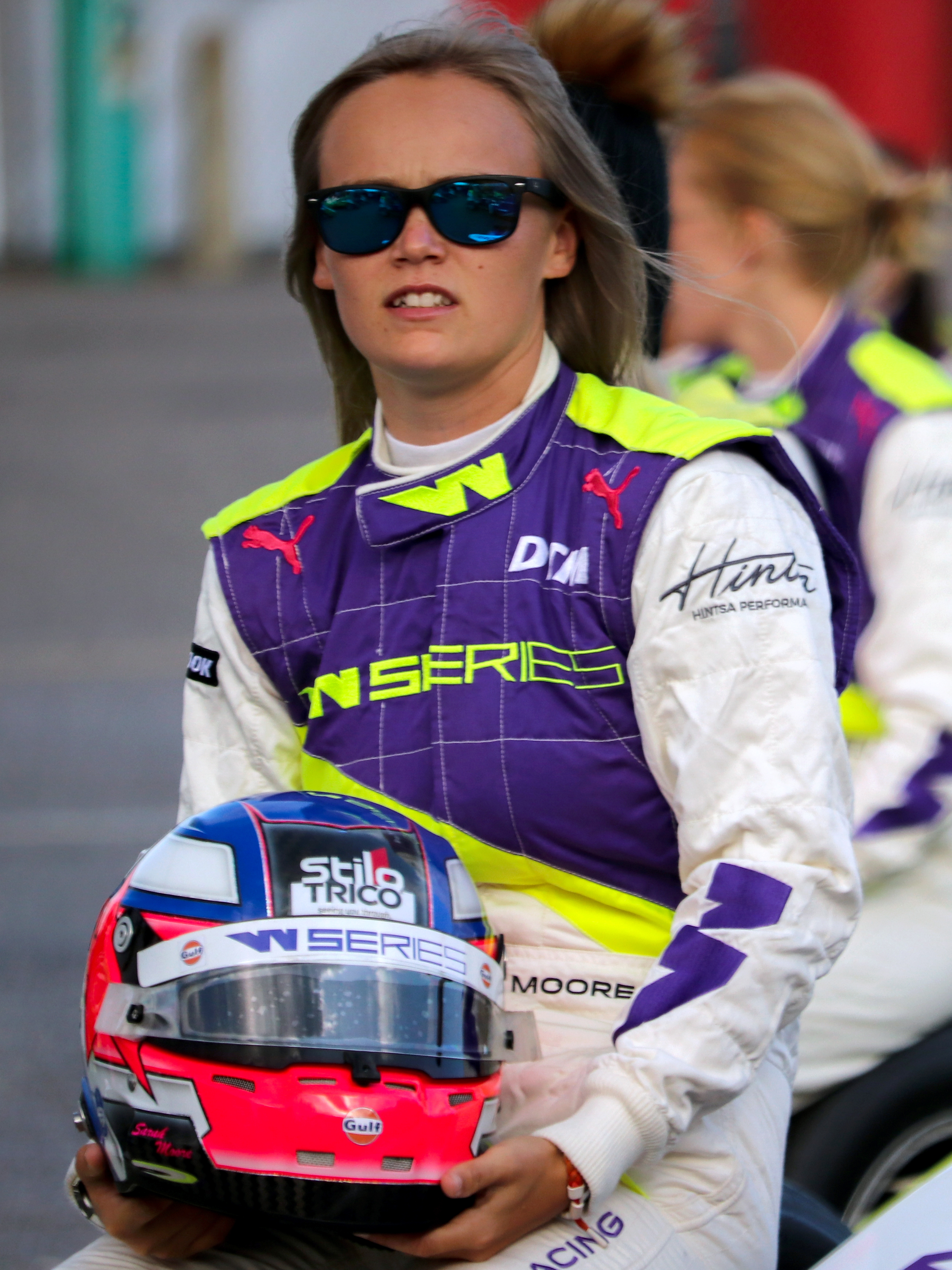
Sarah Moore 2019 in der W Series

Sarah Moore (* 22. Oktober 1993 in Harrogate) ist eine britische Automobilrennfahrerin.

## Karriere
Sarah Moore begann ihre Motorsportlaufbahn im Kartsport und fuhr dort bis 2008.
Parallel stieg sie 2007 in den GT-Motorsport ein und startete bis 2010 mit einem Ginetta G20 und im Jahr 2010 mit einem Ginetta G40 in der Ginetta-GT-Juniorenmeisterschaft. Ihre beiden größten Erfolge in dieser Rennserie waren 2008 der Vize-Meistertitel in der Ginetta-Junior-Wintermeisterschaft und 2009 der Titelgewinn der Ginetta-Juniorenmeisterschaft. Damit war sie die erste Frau, die in dieser Rennserie ein Rennen und die Meisterschaft gewann.
2011 fuhr sie mit einem Mygale FB02 eine Saison in der InterSteps Meisterschaft und belegte den sechsten Rang in der Gesamtwertung. Parallel startete sie zu vier Läufen im 4two Cup.
2014 und 2015 ging sie mit dem Team Vantage Motorsport im Toyota GT86 Cup der VLN Langstreckenmeisterschaft Nürburgring an den Start. Im ersten Jahr wurde sie zusammen mit Nigel Moore Zweite in der Cup-Wertung.
In der Saison 2017 startete sie in verschiedenen Rennserien. Mit Tockwith Motorsport trat sie im Britischen LMP3 Cup an und wurde Siebte im Gesamtklassement. Weiterhin fuhr sie einige Rennen in der BARC Mighty Mini Meisterschaft und in der Mini Challenge Great Britain.
Mit dem Team Tockwith Motorsport ging sie 2018 mit einem Ginetta G50 GT4 in der Britcar Langstreckenmeisterschaft an den Start und gewann die Meisterschaft. Ein Jahr später trat sie mit dem Team zu einem Gaststart in der neu gegründeten GT4 South European Series an.
Moore startete 2019, 2021 und 2022 in der W Series und belegte zum Saisonende 2021 mit dem fünften Platz ihr bestes Gesamtergebnis in der Meisterschaft. Da wegen der COVID-19-Pandemie die W Series 2020 abgesagt wurde, fuhr sie in der stattdessen veranstalteten W Series Esports League und wurde Gesamt-Neunte.
2020 hatte sie mit einem Porsche 718 Cayman GT4 CS zwei Gaststarts in der Porsche Spint Challenge Great Britain.

## Statistik

### Einzelergebnisse in der W Series
| Jahr | 1   | 2   | 3   | 4   | 5   | 6   | 7   | 8   | 9   | 10  | Punkte | Rang |
| ---- | --- | --- | --- | --- | --- | --- | --- | --- | --- | --- | ------ | ---- |
| 2019 | HOC | ZOL | MIS | NOR | ASS | BRA |     |     |     |     | 24     | 8.   |
| 2019 | 5   | 5   | 9   | DNF | 10  | 10  |     |     |     |     | 24     | 8.   |
| 2021 | RBR | RBR | SIL | BUD | SPA | ZAN | AUS | AUS |     |     | 56     | 5.   |
| 2021 | 2   | 4   | 7   | 15  | 13  | 9   | 7   | 4   |     |     | 56     | 5.   |
| 2022 | MIA | MIA | CAT | SIL | LEC | BUD | SIN | AUS | MEX | MEX | 26     | 11.  |
| 2022 | 8   | 8   | 10  | 10  | 8   | 7   | 7   | C   | C   | C   | 26     | 11.  |